# Usoi jezik
Usoi jezik (kau brung, tippera, tripura, unshoi, unsuiy, ushoi; ISO 639-3: usi), sinotibetski jezik podskupine bodo, šire skupine bodo-garo, kojim govori 22 400 ljudi u bangladeškom distriktu Bandarban.
Jezici usoi i tippera prema ranijoj klasifikaciji vodili su se uz još 11 drugih jezika kao neklasificirana podskupoina indoarijskih jezika.

## Vanjske poveznice
- Ethnologue (14th)
- Ethnologue (15th)